# Julio Irazusta
Pour les articles homonymes, voir Irazusta.
Œuvres principales
- Vida política de Juan Manuel de Rosas a través de su correspondencia (1953)
- Memorias (historia de un historiador a la fuerza)
- Estudios histórico-políticos. El liberalismo y el socialismo. Otros ensayos económicos (1974)
- Breve historia de la Argentina (1982)

Julio Irazusta (Gualeguaychú, province d’Entre Ríos, Argentine, 1899 – ibidem, 1982) était un penseur politique, historien, journaliste, critique littéraire, essayiste et militant nationaliste argentin, frère cadet de Rodolfo Irazusta, avec qui il collabora étroitement.
Issu d’une famille de propriétaires terriens aux sympathies radicales, Julio Irazista fit des études de droit à Buenos Aires. Délaissant la carrière d’avocat, il entreprit un périple en Europe et s’initia en autodidacte aux théories politiques, se laissant influencer non tant par Maurras que par Burke, Rivarol et De Maistre, et d’autres auteurs antirévolutionnaires. Ayant regagné Buenos Aires, il s’engagea dans le journalisme et le militantisme politiques et collabora aux revues Criterio d’abord (catholique traditionaliste), puis, aux côtés de son frère Rodolfo, à La Nueva República , fondée en 1927 sur le moule de l’Action française. C’est par cette voie qu’à partir de la fin des années 1920, il professa ouvertement ses opinions antidémocratiques, nationalistes, critiquant les idéologies progressistes issues de la Révolution française et du bolchevisme, et prônant la restauration de l’Ordre et des hiérarchies traditionnels, sur le modèle de l’Espagne de Primo de Rivera et de l’Italie mussolinienne, régimes autoritaires vus par lui comme étant seuls capables de garantir l’émergence de solutions pacifiques aux conflictualités sociales et de travail. Vers le milieu de la décennie 1930, il se voua de plus en plus à la rédaction d’essais politiques et surtout d’ouvrages d’histoire, devenant début des années 1970 membre de l’Académie argentine d’histoire. En particulier, il tenta une réhabilitation partielle de la figure de Rosas, dictateur brutal certes, mais farouche défenseur de la souveraineté nationale de l’Argentine et garant de la légalité traditionnelle ; ces travaux font de Julio Irazusta l’un des pionniers du révisionnisme historique, lequel cherche à corriger la vision sur le XIXe siècle argentin telle qu’imposée par le prisme libéral-conservateur alors majoritaire.

« Celui qui admirait la tradition politique empirique de l’Angleterre, et avait de fait étudié à Oxford, où il demeura fasciné par Edmund Burke, fut ce nonobstant l’implacable censeur argentin de l’impérialisme britannique dans le Río de la Plata. Celui qui, pouvant se cataloguer « conservateur », ayant en effet été influencé par un Charles Maurras, par un Antoine de Rivarol ou le susnommé Burke, conçut un projet « révolutionnaire » en Argentine, [pays] qu’il considérait subordonné politiquement et économiquement. Quelqu’un qui par son origine et sa position ‒ il appartenait à une famille de grands propriétaires terriens de province ‒ eût pu être assimilé à l’oligarchie rurale d’élevage qui gouvernait le pays, devint un « déclassé » en raison de ce qu’il critiqua la désertion politique de l’élite dirigeante traditionnelle, qu’il accusait d’être « anglophile ». Le fervent historien de Juan Manuel de Rosas, qu’il revendiqua au nom de la défense de la souveraineté nationale face à la légende noire de l’historiographie libérale, ne s’enamoura jamais de la dictature ni ne la conseilla pour le pays. Celui qui pourrait être considéré comme un penseur « économiciste », ce dont de fait l’ont taxé certains, qui se scandalisaient de l’importance qu’il accordait au facteur économique dans toute son œuvre, professait cependant son admiration pour la doctrine du bien commun de Thomas d'Aquin. »

— Marcelo Lorenzo.

## Origines et jeunes années
Julio Irazusta et son frère aîné Rodolfo avaient pour père un moyen producteur agricole, journaliste et député provincial d’Entre Ríos, et appartenaient à une famille connue pour son allégeance à l’Union civique radicale (UCR) d’Entre Ríos,. Julio entreprit des études à la faculté de droit de l’université de Buenos Aires, où il obtint son titre d’avocat en 1922. Très porté sur la lecture (lisant des livres au rythme d’un par jour), il rédigea des articles pour la revue littéraire Revista Nacional, à laquelle collaborait alors également Ernesto Palacio. 
Après avoir renoncé à la carrière de juriste à l’université de Buenos Aires, les deux frères, à qui venait d’échoir l’héritage paternel, entamèrent peu après, entre 1923 et 1927, un périple à travers l’Europe, parallèlement à une formation politique et historique ample et rigoureuse bien qu’autodidacte. L’aîné, Rodolfo, parcourut l’Espagne, l’Italie et la France, embrassa les idées de l’Action française, organe de diffusion du « nationalisme intégral » théorisé par Charles Maurras, puis, revenu en Argentine, allait se distinguer par son activité journalistique et politique.
Julio mit à profit son voyage en Europe pour étudier le latin et la philosophie au Balliol College de l’université d'Oxford, au Royaume-Uni. En France, il lui fut donné de rencontrer Charles Maurras, des idées de qui il subira une certaine influence, et considéra avec bienveillance le fascisme italien, qu’il put examiner sur place.

## Carrière journalistique

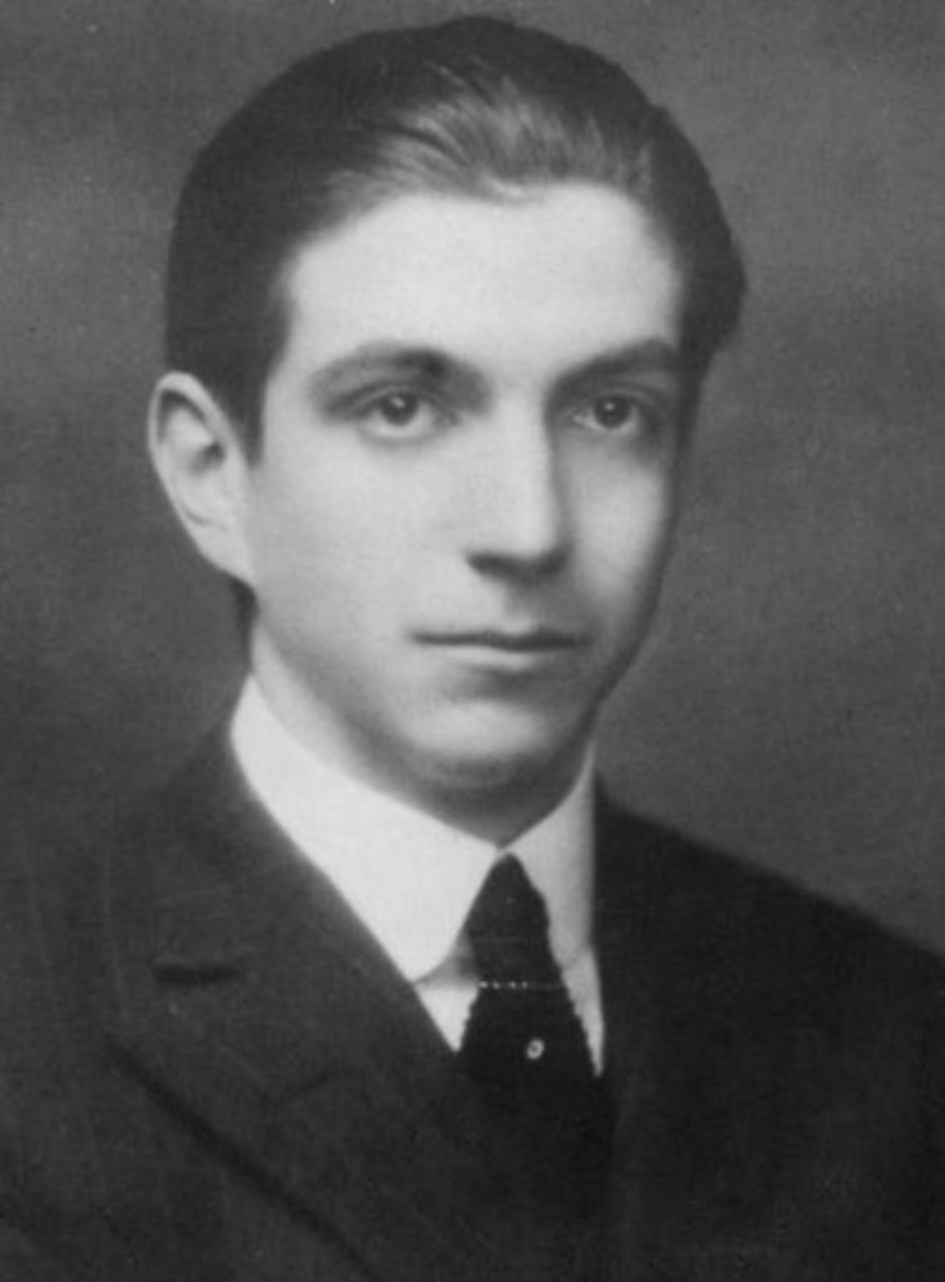
Julio Irazusta dans ses jeunes années.

De retour en Argentine, Julio Irazusta collabora d’abord à la revue catholique Criterio, où il se montrait critique envers le régime démocratique, soutenait que la liberté de culte faisait partie d’une conspiration anticatholique fomentée par le protestantisme, et alla jusqu’à affirmer qu’il valait mieux pour l’Argentine de subir une guerre civile qu’un gouvernement de gauche.
Il rejoignit ensuite l’équipe de rédaction de la revue La Nueva República, que dirigeait son frère Rodolfo et dont le responsable de la section politique et chef de rédaction était Ernesto Palacio. D’autres collaborateurs habituels de la revue, dont le premier numéro avait paru le 1er décembre 1927, étaient César Pico, Alberto Ezcurra Medrano, Tomás Casares (qui devait plus tard siéger à la Cour suprême de justice) et Juan Emiliano Carulla. La publication, qui comportait quatre pages d’analyse de l’actualité politique, en plus d’articles de fond où étaient exposés d’implacables principes doctrinaux, fut dans un premier temps bimensuel, puis hebdomadaire, et vint même pendant un temps à être publié quotidiennement.
On perçoit dans La Nueva República une revue incontestablement inspirée du modèle de l’Action française, c’est-à-dire un journal de combat à caractère polémique, toujours prêt à présenter querelle aux héritiers idéologiques du jacobinisme. Dès son premier numéro, la revue, arrêtant sa position face à la situation politique de l’Argentine, déclara d’emblée que la société argentine était atteinte d’une profonde crise de nature spirituelle, dont l’origine était à chercher dans les idéologies surgies dans le sillage de la Révolution française et répandues ensuite en Argentine tout au long des décennies antérieures, en particulier au sein des classes dirigeantes et à l’université, lesquelles dès lors auraient été amenées à méconnaître les « hiérarchies ». Plus particulièrement, la revue attaquait la manière dont était dispensé l’enseignement par suite de la loi 1420 et de la Réforme universitaire, et fustigeait les partis progressistes, la propagande de la « presse populacière », qui avait contribué à diffuser l’idée démocratique, et l’« ouvriérisme bolchevisant », introduit en Argentine sous l’influence de la révolution russe. Le journal pour sa part aspirait à déclencher la « contre-révolution » et affirmait qu’il était impératif de restaurer l’Ordre, dont les modèles préférés étaient l’Espagne du général Primo de Rivera et l’Italie de Benito Mussolini.

## Formation politique et affinités idéologiques
L’influence maurrasienne apparaît explicite chez Rodolfo Irazusta — frère aîné de Julio, et responsable alors, à La Nueva República, des rubriques La política et Revista de la prensa (Revue de presse), dont les intitulés sont d’évidentes références aux colonnes de même titre que Maurras avait sous son égide dans le journal de l’Action française — et aussi chez Juan Carulla, qui choisit pour titre de sa diatribe anti-yrigoyéniste du 1er avril 1928, c’est-à-dire le jour du scrutin qui amena le dirigeant radical pour la seconde fois à la tête de l’État argentin, cette petite phrase de Maurras : « La démocratie est un régime... alimentaire ».
Quant à Julio Irazusta, il semble que Maurras n’ait pas figuré en si bonne place parmi ses inspirateurs de jeunesse, comme l'atteste le passage suivant tiré de son autobiographie :

« Ni aussitôt après être tombé sous son charme, ni plus tard, ni jamais je ne fus en complet accord avec ses aspirations politiques. Le bénéfice que son action et son œuvre m’ont procuré fut celui d’éveiller mon intérêt pour les choses de la pratique, [intérêt] que je n’avais jamais ressenti jusque-là. J’étais fortement redevable à l’enseignement de Benedetto Croce et de Santayana. »

L’essayiste et spécialiste du nationalisme argentin Noriko Mutsuki, sans nier l’influence de Maurras, attribue un rôle prééminent à l’œuvre d’Edmund Burke dans le façonnement du réalisme conservateur argentin, lequel aura en la personne de Julio Irazusta l’un de ses principaux exposants. L’auteur Enrique Zuleta Álvarez, expressément soucieux de souligner le caractère républicain du nationalisme des frères Irazusta (face aux positions extrêmes du nationalisme doctrinaire), signale :

« L’influence de Maurras fut indirecte et partielle. En premier lieu, elle agit comme moyen de configurer une méthode d’analyse et de critique de la démocratie moderne, davantage que comme une liste de recettes, qu’il eût été absurde de tenter d’appliquer en Argentine, surtout si l’on prend en considération que le ‘nationalisme intégral’ de Maurras était postulé à travers la restauration de la monarchie. »

En conformité avec sa définition méthodologique, qui supposait l’adoption de modèles politiques en adéquation avec l’expérience vitale spécifique à chaque pays, c’est dans la monarchie que Maurras trouva la possibilité de rétablir en France l’ordre qui avait été disloqué par le processus révolutionnaire amorcé en 1789. Assurément, les références directes à Maurras n’occupent pas chez Julio une place prépondérante, en regard des allusions constantes aux écrits de Platon, d’Aristote, de saint Thomas, de Machiavel, de Vico, de Rivarol, de Burke, de De Bonald, de Donoso Cortés, de De Maistre ou de Balmes, entre autres penseurs classiques et modernes. Il faut y ajouter sans doute l’effet néfaste qu’eut dans certains milieux nationalistes argentins la proscription édictée par le Vatican en 1926 à l’encontre de l’œuvre de Maurras et des thèses exposées dans son Action française. Certains points contenus dans le Programme de gouvernement de La Nueva República, tels que la centralisation politique et la décentralisation administrative, ou la proposition de création d’une armée professionnelle, au rebours d’une armée entendue comme outil de mobilisation citoyenne, renvoient bien à la pensée maurassienne ; de même, on y perçoit un écho de la position antigermanique, et par là antiromantique, du nationalisme tel que façonné par Maurras. Selon l’auteur Fernando Devoto, le groupe autour de La Nueva República cultivait « un maurrassisme bien tempéré », en définitive dépouillé de ses traits les plus polémiques, et refaçonné par la proximité du groupe avec le landerneau conservateur argentin :

« Peut-être étaient-ils, sous la virulence de leurs tonalités rhétoriques, par trop modérés que pour être effectivement des contre-révolutionnaires antisystème, surtout vis-à-vis du monde conservateur – contre lequel leurs homologues français exacerbaient au contraire la polémique pour gagner à leur cause ses adeptes politiques. »

En effet, aux convergences politiques tactiques, par quoi étaient marqués en cette période les rapports entre les jeunes nationalistes et les élites libéral-conservatrices — convergences encore renforcées par l’avènement au pouvoir pour un second mandat d’Hipólito Yrigoyen — s’ajoutait la concordance du milieu social, voire dans quelques cas, de relations de parenté, entre jeunes contestataires et figures des cercles officiels liés au régime conservateur. Il en résulta que la contestation de la tradition libéral-conservatrice par les jeunes nationalistes antilibéraux finit par se borner à s’opposer à ce que cette dernière avait d’antitraditionaliste et de laïciste, c’est-à-dire à ses aspects culturels. De manière semblable, l’attitude affichée par les jeunes nationalistes envers la politique des partis et envers les mêlées électorales, attitude que l’on pourrait qualifier de méfiance dédaigneuse, se verra elle aussi démentie en plus d’une occasion par la tentation de soutenir telle ou telle alternative politique efficace face à l’yrigoyénisme. Plus d’une fois en effet, Rodolfo Irazusta plaida pour la mise sur pied d’un parti national ouvertement conservateur, afin que, lors d’éventuels scrutins, « les citoyens partisans de l’ordre eussent quelque chose pour quoi voter ». Plus encore, dans la perspective imminente des élections législatives de mars 1930, la Ligue républicaine résolut, à la suite du vote affirmatif de deux des trois membres de son directoire (nommément Juan Carulla et Roberto de Laferrere), d’apporter son appui aux listes du Parti socialiste indépendant (PSI), vu que celui-ci bénéficiait de l’aval des conservateurs portègnes ; Rodolfo Irazusta, troisième membre dudit directoire, justifia son refus par la nécessité d’examiner l’éventualité de partager les mêmes listes avec la mouvance PSI dirigée par Pinedo et De Tomaso.
Ce qui vaut pour le maurrassisme s’applique également à l’influence du fascisme, attendu que toutes les références qui y étaient faites dans la première période de La Nueva República, lors même qu’elles laissaient transparaître une franche admiration pour l’œuvre de Mussolini, ce « redresseur des peuples » (enderezador de pueblos), n’apparaissaient que dans les sections du journal consacrées à la politique internationale, et en aucun cas ne présentaient le caractère d’une défense doctrinale formelle. Lorsque postérieurement il reconsidéra cette période, Federico Ibarguren indiqua : 

« Ainsi donc, en fait de ‘fascisme’, nous en avions fort peu, et infiniment peu en ce qui nous concerne, nous, les jeunes révolutionnaires (antilibéraux, mais sur une base qui nous était propre) de la génération de 1930. En revanche, nous étions, cela oui, ‘lugoniens’ jusqu’à la moelle en ces temps lointains de ‘La Nueva República’. Être ‘lugonien’ est différent d’être ‘fasciste’. C’est une évidence. Car le ‘fascisme’ comme théorie fut engendrée dans un laboratoire d’intellectuels, par le sperme socialiste – totalitaire et laïc – du XIXe siècle ; au contraire, le nationalisme argentin se nourrit du vieux culte hispanique de la personnalité, où germe la tradition catholique comme une semence bien arrosée sous la terre. »

Du reste, Leopoldo Lugones, qui exerça une influence réelle dans les rangs des jeunes nationalistes, participa aux réunions de leur versant politique, la Ligue républicaine ; en revanche, sa relation avec la rédaction de La Nueva República fut plus embarrassée et marquée par de vives controverses, sans toutefois que cela eût affecté en rien la reconnaissance professée par le groupe du caractère fondateur de l’œuvre de Lugones. Au demeurant, la Liga Republicana partageait une partie de son personnel avec celui de La Nueva República, et remplit la fonction d’agitateur de rue et d’organisation politique, venant en complément de l’activité intellectuelle et de diffusion de la revue.
Concordant au regard des objectifs tactiques et du point de vue d’un milieu social partagé, les conservateurs libéraux et les nationalistes anti-libéraux s’accordaient aussi, entre 1928 et 1930, dans leur critique radicale des formes prises par la démocratie libérale post-loi Sáenz Peña de 1912 (loi portant instauration du suffrage universel masculin), et en définitive de l’idée même de souveraineté populaire. Dans les colonnes de la publication figuraient en effet de façon récurrente des encadrés, en lettres moulées, contenant des phrases de De Maistre, de Rivarol, de De Bonald, toutes destinées à répudier l’esprit révolutionnaire des masses, tandis que la publication en livraisons successives des écrits de Donoso Cortés et de Burke, tous penseurs contre-révolutionnaires opposés à la Révolution française et à ses retombées dans le vieux monde, tisse une trame permettant de rendre compte des fondements primaires d’un nationalisme voué à combattre la moindre amorce de reconnaissance de la souveraineté populaire.
Ce canevas d’influences se retrouvera reflété non seulement dans les références systématiques aux auteurs susmentionnés dans les colonnes de La Nueva República, mais aussi dans les constructions théoriques, où le nationalisme, s’inscrivant dans une tradition de pensée mise à mal par l’irruption de la Révolution française et de la modernité, servira comme outil doctrinal visant à discréditer la mise en place de la « démocratie majoritaire ». Julio Irazusta jugeait favorablement les régimes autoritaires comme étant capables selon lui de garantir l’émergence de solutions pacifiques aux antagonismes sociaux et de travail, et classait indistinctement dans cette catégorie le fascisme et l’Empire allemand, par opposition aux expériences de la France de la fin du XVIIIe siècle et de la révolution russe de 1917.

## Coup d’État de 1930 et gouvernement d’Uriburu
En 1927, Julio Irazusta, conjointement avec son frère Rodolfo, approcha le général José Félix Uriburu en lui proposant de prendre la tête d’un coup d’État contre Hipólito Yrigoyen, mais se heurta à un refus. Lorsque finalement Uriburu eut renversé le gouvernement d’Yrigoyen en 1930, les Irazusta et le groupe de La Nueva República se rallièrent au putsch, convaincu que ce serait là le point de départ d’une refondation de l’Argentine, placée désormais sous une structure politique et économique nouvelle. Rodolfo Irazusta alla faire partie, aux côtés de Carulla, d’Ernesto Palacio et de Bruno Jacovella, du groupe d’intellectuels qui, appelés à assister le gouvernement dictatorial d’Uriburu, prôna notamment des mesures de type corporatiste. Moins enthousiaste pour le général Uriburu que son frère Rodolfo ou que Palacio et Carulla, Julio se trouvait en Europa au moment du coup d’État de septembre 1930.
Si la réforme politique insufflée à Uriburu par le groupe de conseillers nationalistes n’avait pas de contours précis, il demeura clair cependant que le projet comportait comme un de ses ingrédients de base une nette prise de distance par rapport à la démocratie de suffrage universel et supposait, avant qu’il ne pût être songé de convoquer de quelconques élections, une reconfiguration drastique des règles du jeu politique. Les discours affirmaient continuellement la nécessité de restaurer l’ordre, la propriété et les « hiérarchies ». À la différence des fascismes européens, la droite argentine considérait que la clef du système politique préconisé était l’armée, et non des organisations paramilitaires.
Cependant, le régime militaire emmené par le général Uriburu remisa bientôt les ambitieux plans politiques de ses jeunes mentors et opta pour une issue électorale dans la droite ligne du système républicain et oligarchique immédiatement antérieur, cette fois sous les espèces du général Agustín P. Justo.
Uriburu proposa de fonder un Parti national, auquel eussent à adhérer les autres partis, encore qu’en seraient exclus le parti radical yrigoyéniste et, éventuellement, le Parti socialiste. L’invitation toutefois fut rejetée par tous, abstraction faite de quelques groupes conservateurs. Uriburu entre-temps s’était déjà enhardi à convoquer des élections pour le gouvernorat de Buenos Aires, confiant en ce qu’il pourrait présenter une candidature unique du Parti national pour affronter les radicaux, mais, après que son projet eut échoué, ne pouvait plus se rétracter.

## Sous le péronisme
Irazusta non seulement ne se plia pas au régime péroniste, mais encore l’accusa de « pseudo-nationalisme », affirmant qu’il était la version fasciste du vieux régime de subordination.
Il épousa dans les années 1960 l’éducatrice Mercedes Aguilar Vidart de Irazusta (1924-1993), originaire de la même province et de 25 ans sa cadette, de qui il appuya toutes les initiatives, notamment en matière d’éducation spécialisée, grâce à son entregent dans les milieux universitaires et culturels.

## Travaux d’historien
À partir de la moitié de la décennie 1930, Julio Irazusta déploya une intense activité d’essayiste politique et d’historien, publiant de nombreux ouvrages et articles de revue et se faisant en particulier l’un des chefs de file de l’école du révisionnisme historique. Au début des années 1970, Julio Irazusta fut élu membre de l’Académie nationale d’histoire de la République argentine. Vers la même époque, il collabora à la revue d’extrême droite Cabildo, laquelle fut un ardent soutien de la dictature militaire (1976-1983).

### Réhabilitation de Rosas

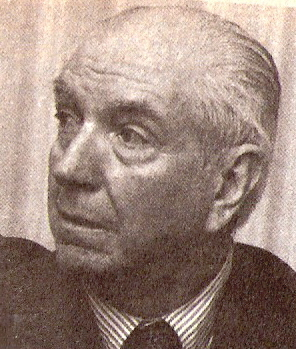

La restauration conservatrice qui suivit le putsch de 1930, et la lecture de Historia de la Confederación Argentina d’Adolfo Saldías, auteur que Julio Irazusta étudia « crayon en main », en quête de données sur l’époque de Rosas, le portèrent à se lancer dans une vaste entreprise de réinterprétation de l’histoire argentine, notamment à la lumière des événements de la décennie 1930 — « ce que nous étudiions et ce que nous voyions, le passé et le présent, s’éclairent réciproquement », observera-t-il dans l’avant-propos de ses Ensayos históricos. Ainsi, Uriburu, entouré de mauvais conseillers, figura-t-il comme un nouveau Lavalle, à qui l’on avait fait « changer ses objectifs fondamentaux ». La signature en 1933 du pacte Roca-Runciman agit pour les Irazusta comme un révélateur, leur procurant les éléments utiles « pour faire une véritable radiographie de la politique argentine », et les fit réagir par la publication en 1934 de La Argentina y el imperialismo británico, ouvrage qui passe aujourd’hui pour être le coup d’envoi du révisionnisme historique en Argentine. La grande nouveauté du livre, qui ne manqua d’être remarqué par la critique de son temps, gisait dans la troisième partie, où, selon les termes de Julio Irazusta, « pour la première fois, est tentée une revendication totale de l’œuvre de Rosas ».
Rosas, figure maudite de l’histoire nationale de l’Argentine, que certes les travaux de Saldías, de Vicente et Ernesto Quesada et de Manuel Bilbao avaient aidé à rectifier déjà dans une certaine mesure, émergeait à présent non seulement avec ses défauts, mais aussi avec toutes ses vertus, que la guerre civile entre unitaires et fédéralistes avait jusque-là empêché d’apprécier. Julio Irazusta entreprit ensuite une révision complète de la vision unitaire de l’histoire argentine, en même temps qu’une certaine apologie du « Restaurateur des lois », qui pour Julio Irazusta constituait « la clef de l’histoire argentine ». Dans son essai de 1934, il dénonça que le caudillo avait été « abhorré sans avoir été étudié » par les politiciens et intellectuels libéraux, et releva de graves erreurs d’appréciation chez les détracteurs du Restaurador. L’une d’elles consistait à « appliquer à telle époque les catégories qui appartiennent à une autre » ; une autre erreur « plus nocive, car plus habile », était de « juger, selon leur convenance, ses desseins par le résultat, ou ses œuvres par ses desseins ». Une « haine héritée » avait fait obstacle à la réflexion historique, « dont le devoir consiste à être toujours plus impartial à mesure que l’on s’éloigne des faits que l’on examine ». Rosas, écrivit-il, « fut le meilleur tempérament d’homme d’action dans le pays », un « bastion de force [...], un môle de granit au milieu de la turbulence de caractères qui s’agitent à son alentour ». Le caudillo, insiste-t-il encore, « fut le gouvernant argentin qui sut le mieux s’entourer d’hommes capables de l’assister », et son administration « celle qui permit au plus grand nombre de figures historiques (próceres) d’accéder aux conseils de gouvernement, et ce pour la durée la plus longue ». Les capacités, la prudence et le savoir-faire étaient, par opposition aux tergiversations des autres, les caractéristiques qui distinguaient l’équipe rosiste dans ces temps d’anarchie et de guerre civile intermittente.

## Œuvres

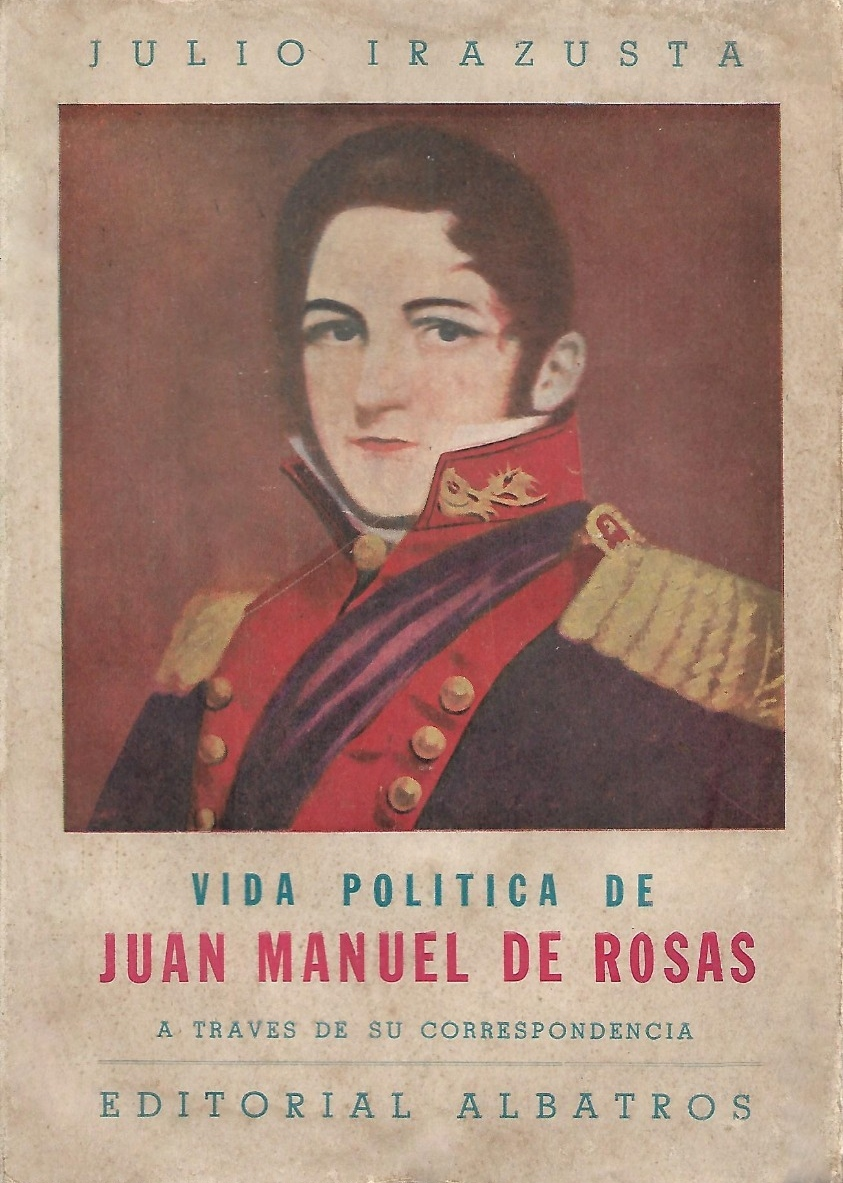
Couverture de l'ouvrage Vida política de Juan Manuel de Rosas a través de su correspondencia, de 1953.

### Essais
- (es) La Argentina y el imperialismo británico, Condor, 1934, 157 p. (en collaboration avec son frère Rodolfo Irazusta)
- (es) Ensayo sobre Rosas, en el centenario de la suma del poder (1835-1935), éd. Tor, coll. « Megáfono », 1935, 140 p.
- (es) Balance de siglo y medio, Buenos Aires, Theoría, 1966, 266 p.
- (es) La monarquía constitucional en Inglaterra, Eudeba, 1970, 442 p.
- (es) Ensayos históricos, Buenos Aires, La Voz del Plata, 1952, 271 p. (contient les essais : El año XX ; Rosas ; Estanislao López ; Alberdi ; Paz ; Guido ; Spano)
- (es) Gobernantes, caudillos y escritores, Dictio, 1978
- (es) El tránsito del siglo XIX al XX, La Bastilla, 1977, 248 p.
- (es) Politicos y literatos del mundo anglosajón, Dictio
- (es) Vida política de Juan Manuel de Rosas a través de su correspondencia (8 tomes), Buenos Aires, Albatros, 1953 (rééd. éd. Trivium, 1970)
- (es) Tito Livio, Mendoza, Universidad Nacional de Cuyo, 1951
- (es) Las dificultades de la Historia Científica, Alpe, 1955, 158 p.
- (es) Memorias (historia de un historiador a la fuerza), Buenos Aires, Ediciones culturales argentinas (Ministerio de Cultura y Educación), 238 p.
- (es) Influencia económica británica en el Río de la Plata, Eudeba, 1969, 93 p.
- (es) Tomás M. de Anchorena o la emancipación americana a la luz de la circunstancia histórica, Buenos Aires, Huemul, 1962, 235 p.
- (es) Genio y figura de Leopoldo Lugones, Eudeba, 1969, 124 p.
- (es) Perón y la crisis argentina, Buenos Aires, La Voz del Plata, 1956, 243 p.
- (es) Actores y Espectadores, Buenos Aires, Sur, 1937, 188 p.
- (es) La Generación del 80. Profecías y Realizaciones, Docencia, 1981
- (es) San Martin y Rosas. Respuesta a Ricardo Rojas, Buenos Aires, La Voz del Plata, 1950, 15 p.
- (es) La política, cenicienta del espíritu, Buenos Aires, Dictio, 1977, 336 p.
- (es) Estudios histórico-políticos. El liberalismo y el socialismo. Otros ensayos económicos, Buenos Aires, Dictio, 1974, 470 p.
- (es) Adolfo Saldías, Buenos Aires, Ediciones culturales argentinas (Ministerio de Educación y Justicia), 1964, 91 p.
- (es) Breve historia de la Argentina, Independencia, 1982, 312 p.
- (es) Balance de siglo y medio, Balandra
- (es) El presidente politico nacionalista. La revolución de 1930, Buenos Aires, Obligado
- (es) El pensamiento político nacionalista, Buenos Aires, Obligado, 1975, 182 p.
- (es) Saldías y la Confederacion, Estudios Americanos, 1952, 199 p.
- (es) Urquiza y el pronunciamiento, Buenos Aires, La Voz del Plata, 1952, 122 p.
- (es) Osvaldo Magnasco y su denuncia de los abusos cometidos por el capital británico, Buenos Aires, Esquife, 1959, 20 p.
- (es) Proyección historica de la obra del General Urquiza, 1970, 31 p.
- (es) Influencia de la diplomacia en la historia argentina, Buenos Aires, Oikos, 1981

### Traductions
- (es) Otto von Gierke, Teorías políticas de la Edad Media, Buenos Aires, Huemul, 1963, 340 p.
- (es) Erskine Caldwell, La Familia Stroup (traduction de Georgia Boy)